# Gaidropsarus
A Gaidropsarus a csontos halak (Osteichthyes) főosztályának a sugarasúszójú halak (Actinopterygii) osztályába, ezen belül a tőkehalalakúak (Gadiformes) rendjébe és a Lotidae családjába tartozó nem.

## Rendszerezés
A nembe az alábbi 14 faj tartozik:
- Gaidropsarus argentatus (Reinhardt, 1837)
- Gaidropsarus biscayensis (Collett, 1890)
- Gaidropsarus capensis (Kaup, 1858)
- Gaidropsarus ensis (Reinhardt, 1837)
- Gaidropsarus granti (Regan, 1903)
- Gaidropsarus guttatus (Collett, 1890)
- Gaidropsarus insularum Sivertsen, 1945
- Gaidropsarus macrophthalmus (Günther, 1867)
- Gaidropsarus mediterraneus (Linnaeus, 1758) - típusfaj
- Gaidropsarus novaezealandiae (Hector, 1874)
- Gaidropsarus pacificus (Temminck & Schlegel, 1846)
- Gaidropsarus pakhorukovi Shcherbachev, 1995
- Gaidropsarus parini Svetovidov, 1986
- Gaidropsarus vulgaris (Cloquet, 1824)